# Owady

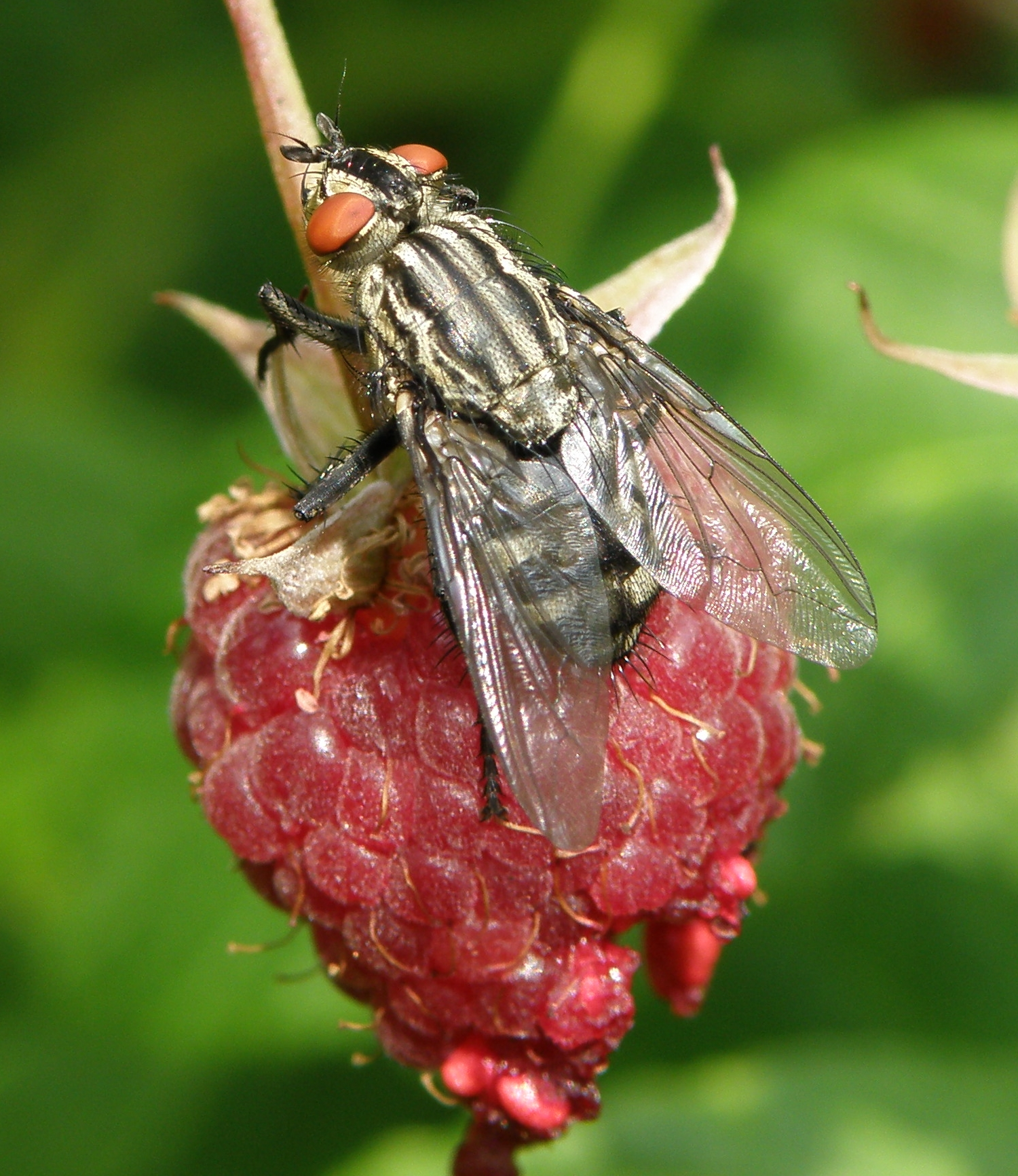
Ścierwica – pospolity owad występujący na całym świecie.

Owady, insekty (Insecta) – gromada stawonogów. Najbardziej zróżnicowana gatunkowo gromada zwierząt. Są to zwierzęta wszystkich środowisk lądowych, wtórnie przystosowane też do środowisk wodnych. Były pierwszymi zwierzętami, które posiadły umiejętność aktywnego lotu. Rozmiary ciała owadów wahają się od 0,25 mm do ponad 350 mm. W Polsce do najliczniej reprezentowanych rzędów owadów należą motyle, chrząszcze, błonkówki i muchówki. Owady mają olbrzymie znaczenie w przyrodzie, są wśród nich owady zarówno pożyteczne, jak i szkodniki, komensale i pasożyty. Nauka zajmująca się owadami to entomologia.
Udokumentowanych muzealnie jest ponad milion gatunków owadów. Różne źródła podają, iż od 5 do 30 mln gatunków owadów nie zostało jeszcze opisanych naukowo.

## Filogeneza
Ze względu na małą liczbę dowodów kopalnych (głównie skamieniałości utrwalonych w mulistych osadach), nie można jednoznacznie określić jak przebiegała ewolucja owadów.
Najstarsza znana skamieniałość należąca bezsprzecznie do owada, Rhyniognatha hirsti, pochodzi z osadów datowanych na wczesny dewon, czyli sprzed około 396 mln lat, jednak owady prawdopodobnie wyodrębniły się jeszcze w sylurze. Na podstawie analizy wczesnych skamieniałości stwierdzono, że niektóre owady, jak np. Meganeura czy karaczany, nie różniły się znacząco pod względem anatomii ciała od współcześnie żyjących gatunków. Jednakże większość pierwotnych insektów znacznie wyewoluowała bądź wyginęła.

## Morfologia funkcjonalna
Ciało wszystkich owadów podzielić można na trzy odcinki:
- głowę (caput),
- tułów (thorax),
- odwłok (abdomen).

| Schemat budowy anatomicznej owada | Schemat budowy anatomicznej owada |
| --- | --- |
| | |
| A – głowa, B – tułów, C – odwłok 1. czułek 2. ocelli dolne 3. ocelli górne (trzecie oko) 4. oko złożone (z fasetek) 5. zwój nadgardzielowy (mózg) 6. segment początkowy 7. arteria główna 8. układ kapilar oddechowych z tchawkami 9. segment środkowy 10. segment końcowy 11. skrzydło przednie (lub pokrywa skrzydłowa) 12. skrzydło tylne 13. jelito 14. serce 15. jajnik | 16. jelito tylne 17. odcinek odbytowy 18. pochwa 19. łańcuszek nerwowy 20. cewki Malpighiego 21. poduszka 22. pazurki 23. stopa 24. goleń 25. udo 26. krętarz 27. wole 28. zwój nerwowy tułowiowy 29. biodro 30. gruczoł ślinowy 31. zwój okołogardzielowy 32. aparat gębowy |

Zobacz też schemat zewnętrznej budowy mrówki.

### Głowa
Głowa składa się z dwóch części:
- mózgowej, która podobnie jak u zwierząt wyższych np. kręgowców osłania mózg i odchodzące od niego nerwy.
- twarzowej, gdzie mieszczą się narządy gębowe.

### Tułów

Schemat użyłkowania skrzydła owada

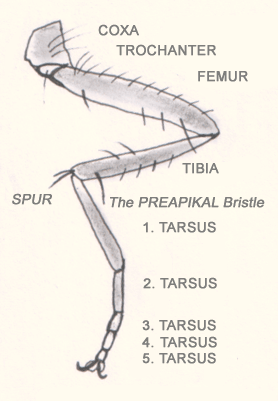
Odnóże owada

Tułów (thorax) to drugi (od przodu) odcinek ciała, składający się z trzech – mniej lub bardziej zlanych ze sobą – segmentów. Składa się z przedtułowia, śródtułowia i zatułowia. Na każdym segmencie występuje para odnóży, a na śródtułowiu i zatułowiu obecna jest także para skrzydeł (owady uskrzydlone).

### Odnóża
Typy odnóży:
- kroczne
  - muchy
  - pszczoły
  - osy
  - mrówki
  - większość chrząszczy
- grzebne
  - turkuć podjadek
- pływne
  - pływak żółtobrzeżek
  - pluskolec pospolity
- skoczne
  - prostoskrzydłe
  - pchły
  - niektóre gatunki chrząszczy
- bieżne
  - niektóre gatunki chrząszczy
  - karaczany
- chwytne
  - ważki
  - modliszki

### Odwłok
Odwłok u owadów składa się w rozwoju embrionalnym maksymalnie z 12 segmentów, których liczba w późniejszych stadiach ulega redukcji do liczb charakterystycznych dla pewnych rzędów.

## Anatomia owadów

### Układ oddechowy
Układ oddechowy owadów zbudowany jest z systemu rozgałęzionych rurek zwanych tchawkami. Powietrze dostaje się do systemu tchawek przez przetchlinki – niewielkie otwory w powierzchni ciała. Liczba i położenie przetchlinek są różne u różnych gatunków. Maksymalna liczba przetchlinek wynosi 20 (8 par przetchlinek tułowiowych i 2 pary odwłokowych). Następnie powietrze wędruje systemem rozgałęziających się tchawek, które sięgają do wszystkich okolic ciała zwierzęcia. Tchawki mają chitynową osłonkę, zapewniającą odpowiednią elastyczność ścianek. Tlen dostarczany jest wprost do komórek. Wymiana powietrza z tchawek odbywa się przez dyfuzję gazów oraz dzięki skurczom mięśni tułowia i odwłoka. Wewnątrz ciała tchawki kończą się mikroskopijnej wielkości delikatnymi, wypełnionymi płynem tracheolami. Wymiana gazowa zachodzi na drodze dyfuzji pomiędzy płynem wypełniającym tracheole a komórkami ciała. Larwy owadów żyjące w wodzie oddychają skrzelotchawkami. Są to cienkościenne blaszki na odwłoku prowadzące do właściwych tchawek. U owadów występuje więc bezpośrednie dostarczenie tlenu do każdej komórki ciała z pominięciem układu krążenia. Zapewnia to wysoką wydajność wymiany gazowej, niezbędną do lotu.

### Układ krwionośny
Układ krwionośny otwarty, leży po grzbietowej stronie ciała. Składa się z wielokomorowego serca i krótkiej aorty. Serce znajduje się w połowie odwłoka i pompuje hemolimfę ku przodowi ciała do aorty, po czym wylewa się ona i krąży w jamach ciała.

### Układ nerwowy
Układ nerwowy leży po stronie brzusznej, tworzą go:
- część głowowa – zwoje nadprzełykowe i podprzełykowe,
- część tułowiowa,
- część odwłokowa[4].

Owady posiadają także narząd tympanalny.

### Układ pokarmowy
Układ pokarmowy owadów rozpoczyna się otworem gębowym, opatrzonym aparatem gębowym w zależności od rodzaju pokarmu. Ektodermalne jelito przednie składa się z gardzieli (która może pełnić funkcje ssące), przełyku, wola, gdzie odbywa się wstępne trawienie pokarmu oraz wchłanianie (miejsce przechowywania pokarmu przez pszczoły i mrówki).
Na końcu jelita przedniego znajduje się żołądek, który służy do mechanicznego rozdrabniania pokarmu.
W jelicie środkowym odbywa się trawienie ostateczne oraz wchłanianie. Jelito zaopatrzone jest w liczne zachyłki zwiększające powierzchnię chłonną.
Formowanie kału oraz defekacja następują w jelicie tylnym.
Narządem wydalniczym owadów są cewki Malpighiego, wydalają kwas moczowy w postaci kryształków. Ich ilość świadczy o poziomie metabolizmu.

## Rozwój owadów
Rozwój owadów od jaja do postaci dorosłej (imago) obejmuje serię złożonych przemian (cykl życiowy), obejmujących także przeobrażenie, czyli metamorfozę. Wyróżnia się dwa typy przeobrażenia: zupełne i niezupełne.
Przeobrażenie niezupełne – w cyklu życiowym występują trzy stadia rozwojowe. Pośrednim stadium rozwojowym jest tylko larwa (zazwyczaj kilka różnych stadiów larwalnych, różniących się wielkością), przypominająca morfologicznie postać dorosłą.
Typowy przebieg metamorfozy zupełnej obserwuje się u motyli, chrząszczy, chruścików, muchówek i błonkówek. Składają się na nią cztery stadia rozwojowe: jajo, larwa, poczwarka i osobnik dorosły. Stadia pośrednie nie są w tym wypadku podobne do owada dorosłego.
U mszyc występuje heterogonia.

## Zróżnicowanie ekologiczne
Owady są bardzo zróżnicowaną ekologicznie grupą, zasiedlają najróżniejsze środowiska i siedliska. Ze względu na środowisko wyróżnia się kilka grup ekologicznych, np. owady wodne, owady lądowe, koprofaunę, nekrofaunę, gatunki ksylofagiczne, saprobiontyczne itd.

## Znaczenie owadów w przyrodzie
Owady spotyka się na lądzie, w wodzie, powietrzu, pod ziemią, na organizmach roślinnych i zwierzęcych, w ich odchodach i na zwłokach, w strefach zimnych, gorących i umiarkowanych. Tak niezwykłe rozprzestrzenienie się owadów w połączeniu z ich ogromną rozrodczością i tym samym liczebnością, odgrywa w życiu człowieka i jego gospodarce olbrzymią rolę pozytywną, ale i często negatywną. Owady bowiem zapylają większość roślin użytkowych, oczyszczają ziemię z martwych, butwiejących resztek organicznych, poprawiają strukturę gleby, produkują pewne surowce jak np. miód i wosk, ale i niszczą lasy i uprawy polowe oraz ogrodowe, uszkadzają i niszczą zapasy pożywienia, są roznosicielami rozmaitych, groźnych chorób jak np. zarodźców malarii.
Olbrzymie znaczenie owadów w przyrodzie wynika z kilku właściwych im cech. Z cech tych najistotniejsze to zdolność do lotu, znaczna plastyczność, dzięki której przystosowały się do różnych środowisk oraz warunków życia oraz ich stosunkowo małe wymiary, dzięki którym mogą się wciskać w najdrobniejsze nawet zakamarki i szczeliny.
Bardzo ważną cechą owadów jest ich duża rozrodczość, połączona w niektórych przypadkach ze zdolnością do masowego, gwałtownego rozmnażania tzw. gradacji. Przykładem mogą być drobne cykady – piewiki, u których z jednej pary w ciągu sześciu pokoleń, w jednym roku powstać może 500 milionów osobników. W Afryce obserwowano w 1936 roku przelot szarańczy wędrownej trwający trzy dni, chmarą o szerokości 5 km i grubości 15 m. Nietrudno wyobrazić sobie szkody, jakie taka inwazja żarłocznych owadów wyrządza na polach uprawnych.
Owady w zdecydowanej większości żywią się pokarmem roślinnym i jedne zjadają liście, inne igły drzew iglastych, jeszcze inne pąki, młode pędy, korę lub też owoce, a jeszcze inne, jak kołatki zjadają martwe drewno.
Wiele gatunków owadów jest pasożytami odżywiającymi się kosztem swoich żywicieli okresowo lub stale, pasożytami zewnętrznymi lub wewnętrznymi.

## Zastosowania kulinarne
Owady jadali w starożytności Grecy i Rzymianie, jednak po upadku antycznych cywilizacji średniowieczne społeczeństwa odrzuciły spożycie owadów, jedynie do początku XX wieku we francuskiej kuchni sporządzano zupę z chrabąszczy majowych. W Unii Europejskiej owady są traktowane jako tzw. nowa żywność, w związku z czym obrót nimi w celach konsumpcyjnych wymaga urzędowej zgody.

## Problemy nazewnicze
W polskim języku naukowo-biologicznym słowo „insekt” jest synonimiczne do słowa „owad” bez rozróżnienia na jego znaczenie dla człowieka (szersze znaczenie). Natomiast w opracowaniach popularnych, z zakresu rolnictwa i w języku potocznym słowa „insekt” używa się na określenie owadzich szkodników, w tym owadów pasożytniczych (węższe znaczenie), por.: insektycydy.

## Podział systematyczny
Do podgromady owadów bezskrzydłych zalicza się tradycyjnie również trzy prymitywne grupy: skoczogonki, pierwogonki oraz widłogonki. Współcześnie coraz częściej entomologowie zgadzają się jednak, że grupy te należy przyporządkować do osobnej gromady skrytoszczękich. W związku z powyższym w Wikipedii zostaną omówione właśnie w takim ujęciu systematycznym.

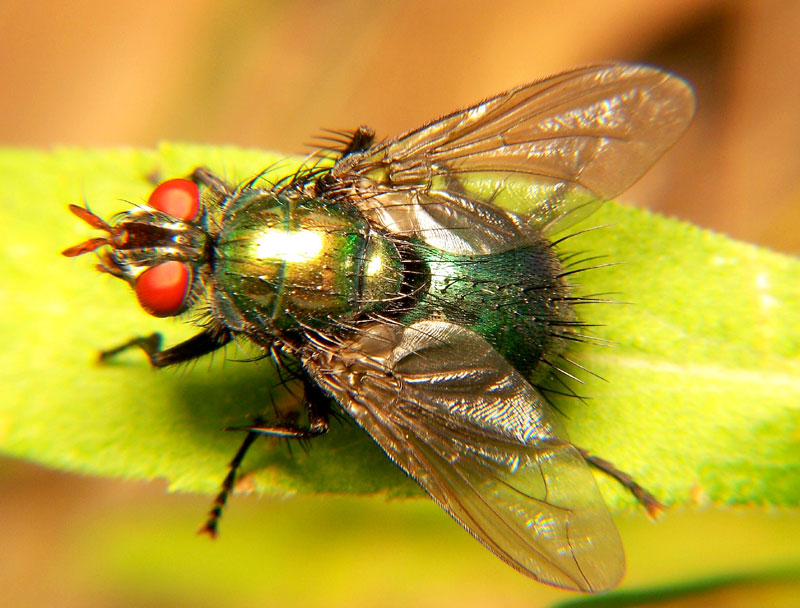
Muchówka

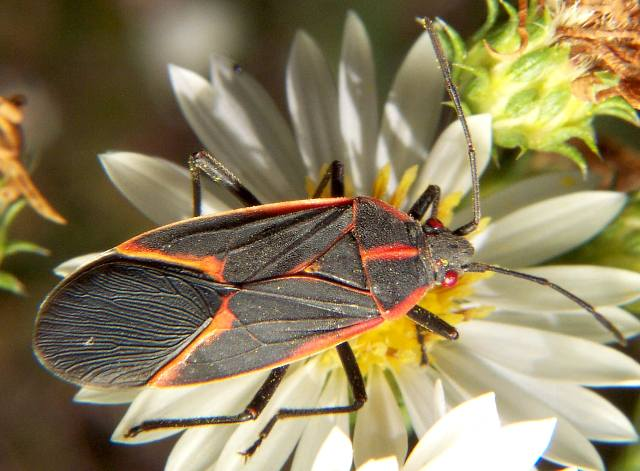
Pluskwiak różnoskrzydły

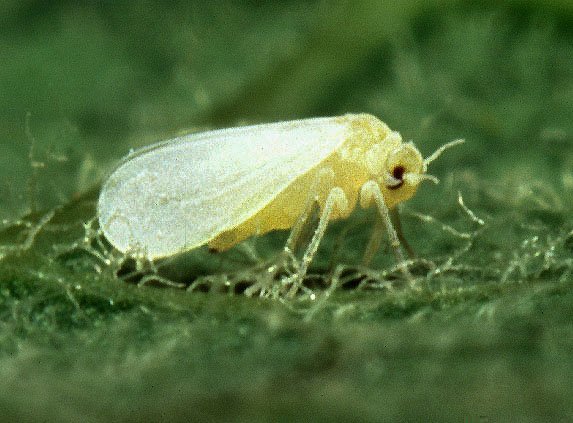
Pluskwiak równoskrzydły

Podgromada: owady bezskrzydłe (Apterygota)
- Rząd: przerzutki (Archaeognatha syn. Microcoryphia)
- Rząd: rybiki (Zygentoma)

Przerzutki i rybiki są czasem klasyfikowane razem, jako szczeciogonki
Podgromada: uskrzydlone (Pterygota)
- Rząd: błonkoskrzydłe (Hymenoptera)
- Rząd: chruściki (Trichoptera)
- Rząd: chrząszcze (Coleoptera)
- Rząd: gladiatory(inne języki) (Mantophasmatidea)
- Rząd: glebiki (syn, zoraptery) (Zoraptera)
- Rząd: jętki (Ephemeroptera)
- Rząd: karaczany (Blattodea)
- Rząd: modliszki (Mantodea)
- Rząd: motyle (Lepidoptera)
- Rząd: muchówki (Diptera)
- Rząd: nogoprządki (Embioptera)
- Rząd: pchły (Siphonaptera)
- Rząd: Phthiraptera obejmujący wszy i wszoły
- Rząd: pluskwiaki (Hemiptera)
- Rząd: †Protodonata(inne języki)
- Rząd: prostoskrzydłe (Orthoptera)
- Rząd: psotniki (syn. gryzki) (Psocoptera)
- Rząd: sieciarki syn. siatkoskrzydłe (Neuroptera, syn. Planipennia)
- Rząd: skorki (Dermaptera)
- Rząd: straszyki (Phasmida)
- Rząd: świerszczokaraczany (Grylloblattodea)
- Rząd: termity (Isoptera)
- Rząd: wachlarzoskrzydłe (Strepsiptera)
- Rząd: ważki (Odonata)
- Rząd: wciornastki (syn. przylżeńce) (Thysanoptera)
- Rząd: widelnice (Plecoptera)
- Rząd: wielbłądki (Raphidioptera)
- Rząd: wielkoskrzydłe (Megaloptera)
- Rząd: wojsiłki (Mecoptera)
- Rząd: †Aethiocarenodea